# Goulien
Goulien é uma comuna francesa na região administrativa da Bretanha, no departamento Finisterra. Estende-se por uma área de 12,8 km². Em 2010 a comuna tinha 439 habitantes (densidade: 34,3 hab./km²).